# Kamienica Schychtów w Łodzi
Kamienica Schichtów – kamienica znajdująca się przy ulicy Piotrkowskiej 128 w Łodzi.

## Historia
Budynek został wzniesiony w 1904 roku dla Alwiny i Gustawa Schichtów, według projektu Gustawa Landau-Gutentegera, który w oficynie kamienicy miał swoją pracownię architektoniczną.

## Architektura

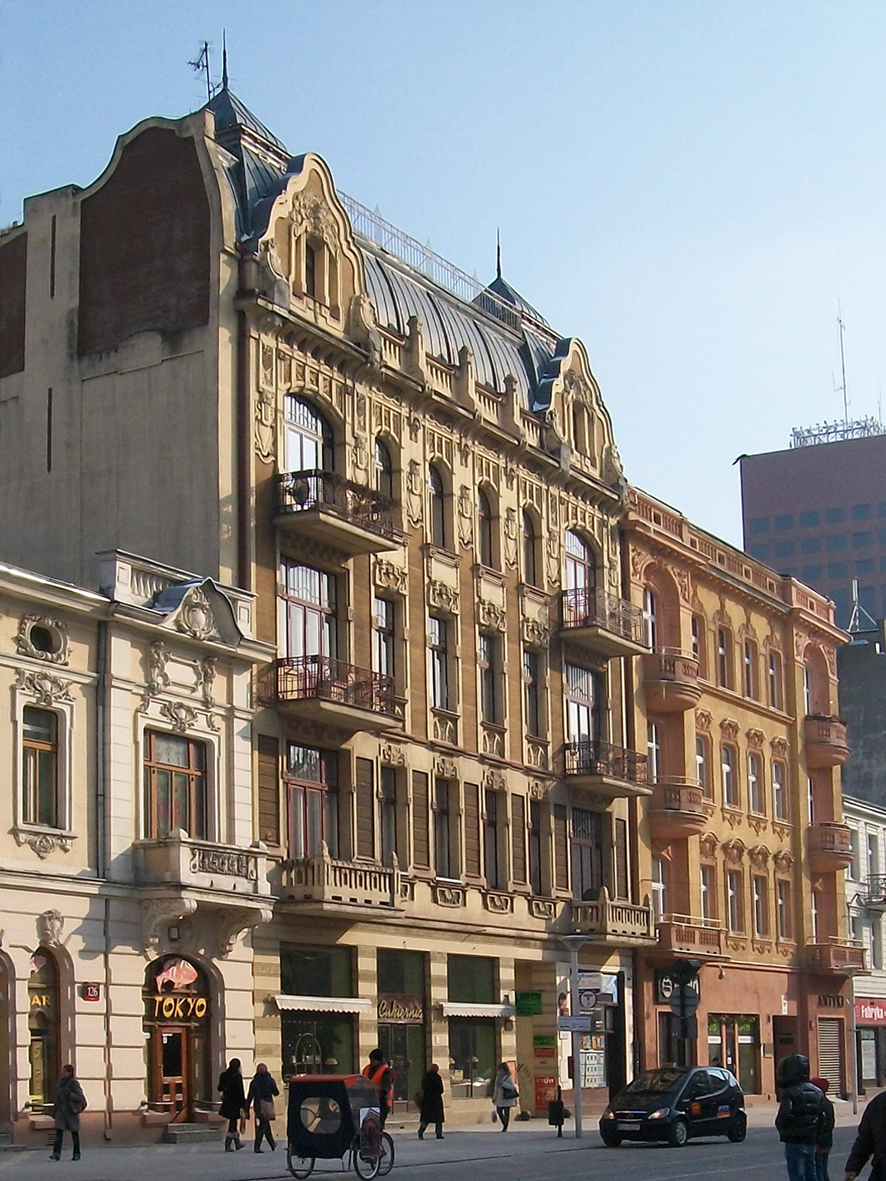
Ulica Piotrkowska 128 Kamienica Schichtów o secesyjnej elewacji autorstwa Gustawa Landau-Gutentegera, fot. M Z Wojalski

Trzypiętrowa kamienica z mansardowym dachem jest w łódzkiej architekturze przykładem wczesnej secesji wiedeńskiej. Budynek ma tradycyjną formę, ale splendoru nadają jej zastosowane przez twórcę motywy secesyjne o charakterze geometrycznym i roślinnym, a także masek ludzkich i zwierzęcych. Zwracają uwagę półkoliście zamknięte trójdzielne okna szczytów zwieńczone maskami bogini otoczonej liśćmi laurowymi oraz satyra w otoczeniu liści akantu.